# Collenbach (Adelsgeschlecht)
Collenbach ist der Name einer Familie, die per Diplom vom 1. November 1771 durch den römisch-deutschen Kaiser Joseph II. in den Reichsfreiherrenstand erhoben wurde.

## Geschichte
Erste Träger des Adelstitels waren die Söhne des Johann Caspar Collenbach (* 1686), die drei Brüder Heinrich Gabriel, Franz Rudolf und Peter Ferdinand von Collenbach. Sie entstammten der katholischen Familie Collenbach aus dem Herzogtum Berg, die mit Johann Caspars Vater Franz Rudolf Collenbach († 1712) einen Bürgermeister von Ratingen hervorgebracht hatte.
Heinrich Gabriel von Collenbach war vor seiner Erhebung zum Reichsfreiherrn bereits 1763 durch Kaiserin Maria Theresia in Österreich zum Freiherrn ernannt worden, weil er sich in den Verhandlungen, die zum Frieden von Hubertusburg führten, als österreichischer Diplomat ausgezeichnet hatte. Seine Brüder Franz Rudolf und Peter Ferdinand von Collenbach (* 1713) standen in den Diensten der kurpfälzischen bzw. jülich-bergischen Landesverwaltung in Düsseldorf. Egidius (Egid), zweitgeborener Sohn des Heinrich Gabriel von Collenbach und ebenfalls österreichischer Diplomat, heiratete Cäcilie von Trendel, die Witwe des Johann Nepomuk von Lebzeltern (1734–1799). Der von Egidius von Collenbach eingesetzte Erbe und Adoptivsohn Franz (1780–1863), der Sohn der Gattin aus erster Ehe, vereinigte laut kaiserlichem Diplom vom 26. September 1826, das ihm den Titel eines österreichischen Freiherrn zuwies, den stiefväterlichen Namen Collenbach mit dem seinen und begründete so die Linie der Freiherren von Lebzeltern-Collenbach.
Franz Rudolf von Collenbach (* 1709) erwarb das Gut Bodenhof bei Aachen. Dessen Sohn Franz Gabriel Cornelius von Collenbach (1740–1830) war Besitzer des Kasteel Strijthagen in Landgraaf und des Collenbach’schen Guts in Düsseldorf, außerdem besaß er ein Stadthaus in der Ritterstraße 36 in der Altstadt. Dessen Sohn war der österreichische Offizier Gabriel von Collenbach. In Düsseldorf ist nach der Familie und ihrem Gut die Collenbachstraße in den Stadtteilen Pempelfort und Derendorf benannt.

## Wappen

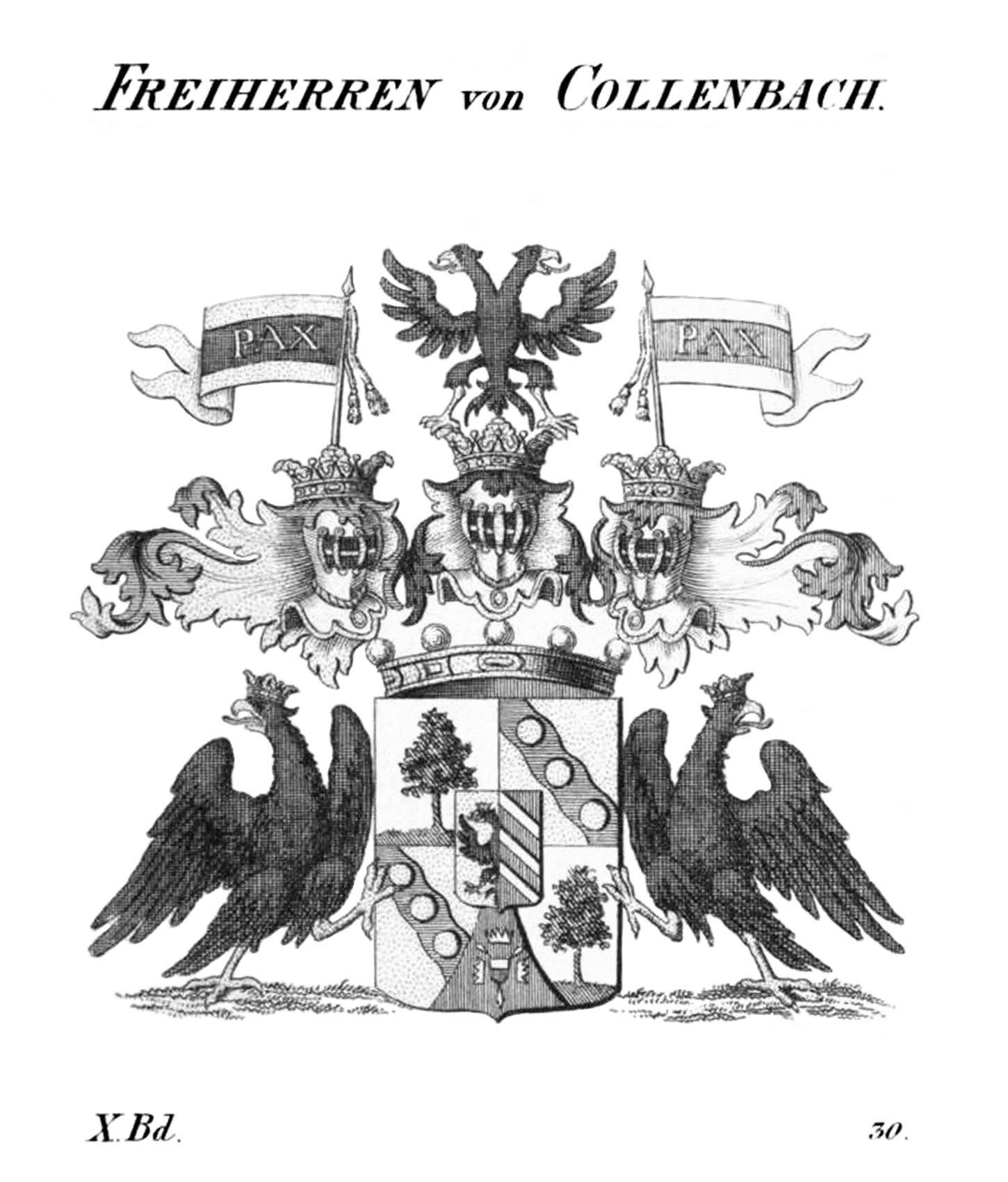
Wappen der Freiherren von Collenbach

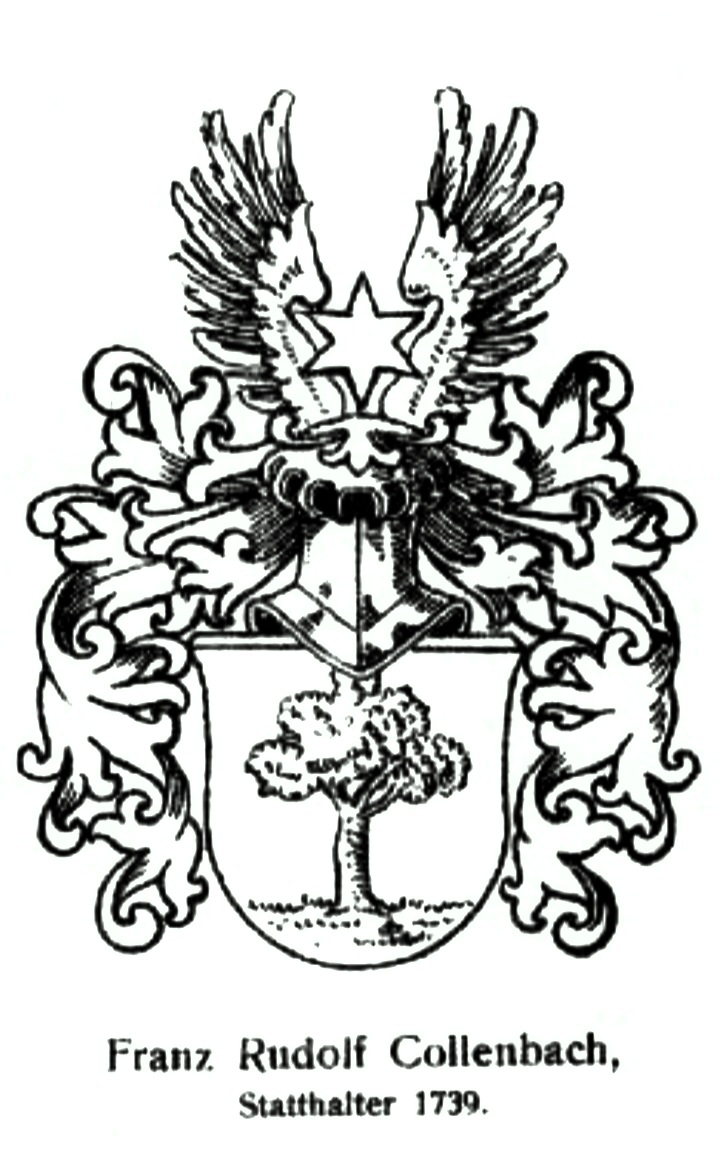
Bürgerliches Stammwappen

Das Wappen ist quadriert und zeigt einen Herzschild sowie einen unten eingeschobenen Spickel. Das erste und vierte Quartier zeigen auf silbernem Feld je einen grünen Baum auf einem grünen Wasen. Nach Hermann Friedrich Macco ist dieses Zeichen das Symbol des Stammwappens der bergischen Beamtenfamilie Collenbach. Das zweite und das dritte Feld enthalten im Sinne eines redenden Wappens auf goldenem Grund je einen schräg nach rechts unten fließenden blauen Bach, der mit drei Kugeln belegt ist. Der Herzschild ist der Länge nach geteilt und zeigt rechts auf Gold einen halben schwarzen Adler, links auf rotem Feld silberne Schrägbalken. Im Spickel befindet sich ein in Weiß und Rot quergeteiltes Herzschildlein, wechselweise umgeben mit drei silbernen Nesselblättern und drei Nägeln. Das Schildhaupt zeigt über einer Freiherrnkrone drei bekrönte Helme, wovon der mittlere einen Doppeladler und die seitlichen je eine Fahne mit der Aufschrift „Pax“ in goldenen römischen Lettern tragen. Die Aufschrift verweist auf die diplomatischen Verdienste des durch Maria Theresia zuerst geadelten Heinrich Gabriel von Collenbach.
Das Wappenzeichen des Baums der Familie Collenbach, eine Linde, dargestellt mit rotem Stamm und grünen Blättern über einem grünen Berg, ging in das 1934 verliehene Wappen der ehemaligen Gemeinde Hoengen ein.